# Camponotus fayfaensis
Camponotus fayfaensis är en myrart som beskrevs av Cedric A. Collingwood 1985. Camponotus fayfaensis ingår i släktet hästmyror, och familjen myror. Inga underarter finns listade.